# Nachal Ne'i'el
Nachal Ne'i'el (hebrejsky נחל נעיאל‎) je krátké vádí v Dolní Galileji, v severním Izraeli.
Začíná v nadmořské výšce okolo 200 m západně od vesnice Ja'ad. Směřuje potom mírně se zahlubujícím, zalesněným údolím k severozápadu. Ze západní strany míjí obec Ša'ab a pak zleva ústí do vádí Nachal Chilazon. Pojmenováno je podle starověkého města Neíel, které se v tomto regionu připomíná v biblické Knize Jozue 19, 27